# Cimetière boisé de Riga
Le cimetière boisé de Riga (en letton : Rīgas Meža kapi) est un cimetière boisé au nord de Riga, capitale de Lettonie. Il se situe entre les voisinages de Mežaparks et Čiekurkalns. Son territoire est divisé en deux sections et mesure 85 hectares.

## Historique
La décision de fonder le cimetière a été prise en 1910. 
Le cimetière a été fondé en 1913, du temps où la ville était encore capitale du gouvernement de Livonie, et inauguré le 19 juin 1913 et devait remplacer le grand cimetière de Riga (ouvert en 1773), devenu insuffisant. L'architecte paysager Georg Kuphaldt en dessine les plans, proposant d'en faire également un parc avec une allée centrale (via funeralis), des allées perpendiculaires et toute sorte de petits chemins boisés. Le déclenchement de la Première Guerre mondiale ne permet pas de mener à bien tout le projet et il faut enterrer d'urgence les premiers soldats tombés au front.
Le territoire du cimetière est agrandi en 1930 et une chapelle y est construite en 1935 selon les plans de Eižens Laube. Avant, les cérémonies d'adieux se déroulent dans l'une des salles du bâtiment administratifs, l'œuvre de Vilhelms Neimanis datant de 1913, qui est toujours utilisé pour les inhumations dans l'ancienne section. Les personnalités militaires et politiques lettones sont traditionnellement enterrées au cimetière de la Forêt. On y trouve de nombreux monuments et sculptures.

## Personnalités s'y trouvant inhumées
- John Annus (1935-2013) artiste peintre et photographe letton
- Jānis Akuraters (1876-1937) écrivain letton
- Antons Austriņš (1884-1934) écrivain et poète letton
- Jānis Balodis (1881-1965) général et homme d'État letton
- Kristaps Bahmanis
- Aleksandrs Birzenieks (1893-1980), architecte letton
- Anna Brigadere (1861-1933) écrivaine et dramaturge lettone
- Gunārs Cilinskis (1931-1992) acteur et réalisateur
- Jānis Čakste (1859-1927) premier chef d’État de la Lettonie indépendante
- Augusts Deglavs (1862-1922) écrivain et homme politique letton
- Ansis Epners (1937-2003) réalisateur et scénariste
- Lūcija Garūta (1902-1977) pianiste, compositrice et poète lettone
- Jāzeps Grosvalds (1891-1920) peintre letton
- Jānis Ivanovs (1906-1983) compositeur letton
- Alberts Kviesis (1881-1944) troisième président de la République de Lettonie
- Vilis Lācis (1904-1966) écrivain et homme politique letton
- Aleksandrs Leimanis (1913-1990) réalisateur et scénariste
- Leonīds Leimanis (1910-1974) réalisateur et scénariste
- Pēteris Lūcis (1907-1991) acteur et metteur en scène letton
- Jūlijs Madernieks (1870-1955), peintre, graphiste et architecte d'intérieur
- Hermanis Matisons (1894-1932), joueur d'échecs et compositeur d'études d'échecs
- Zigfrīds Anna Meierovics (1887-1925) premier Ministre des Affaires Étrangères de Lettonie
- Emilis Melngailis (1874-1954) compositeur, folkloriste
- Ada Neretniece (1924-2008) réalisatrice
- Andrievs Niedra (1871-1942) écrivain et homme politique letton
- Kārlis Padegs (1911-1940) peintre, graphiste letton
- Jānis Pauļuks (1906-1984) peintre letton
- Konstantīns Pēkšēns (1859-1929) architecte letton
- Valentin Pikoul (1928-1990) nouvelliste soviétique
- Juris Podnieks (1950-1992) réalisateur, producteur, caméraman
- Jānis Poruks (1871-1911) écrivain et poète letton
- Vilhelms Purvītis (1872-1945) peintre letton
- Elza Radziņa (1917-2005) actrice lettone
- Dzidra Ritenberga (1928-2003) réalisatrice
- Janis Rozentāls (1866-1916) peintre letton
- Anna Sakse (1905-1981) écrivaine lettonne
- Kārlis Skrastiņš (1974-2011) joueur professionnel de hockey sur glace letton
- Jānis Roberts Tillbergs, (1880-1972) artiste peintre, auteur du design des pièces de monnaie en lats letton
- Edgars Vinters (1919-2014) peintre letton
- Rihards Zariņš (1869-1939) graphiste, auteur des armoiries de la Lettonie

## Galerie

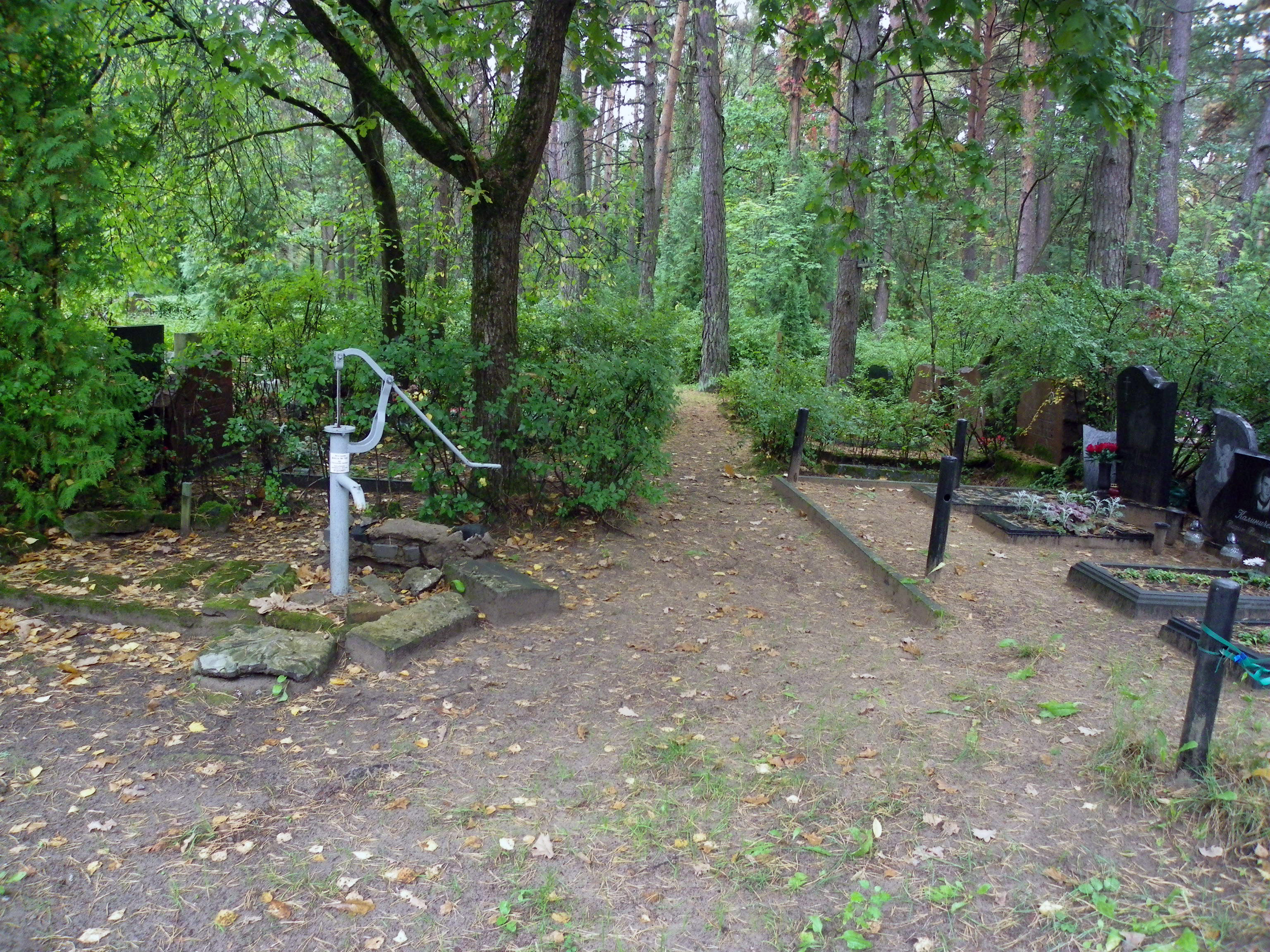
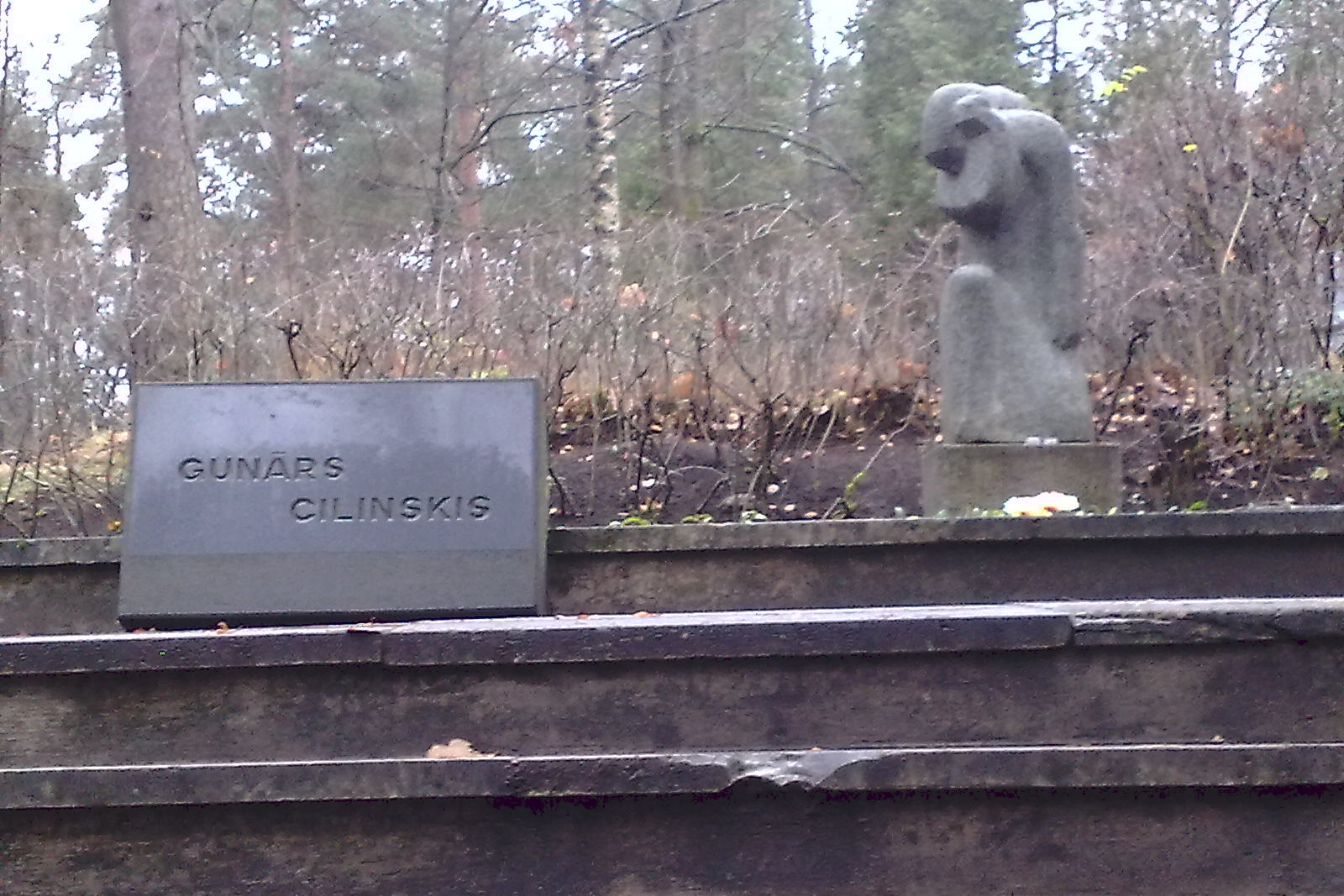
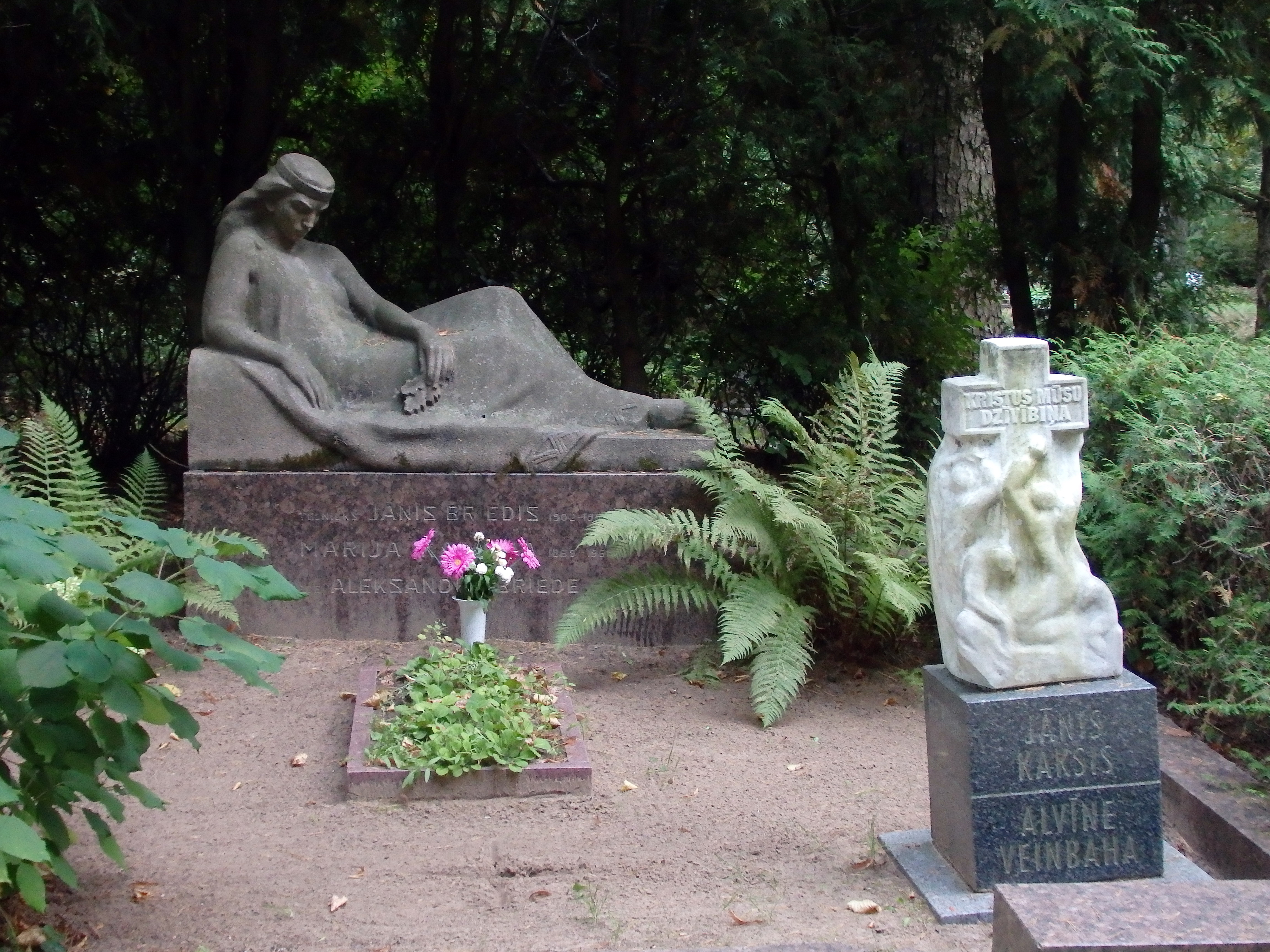
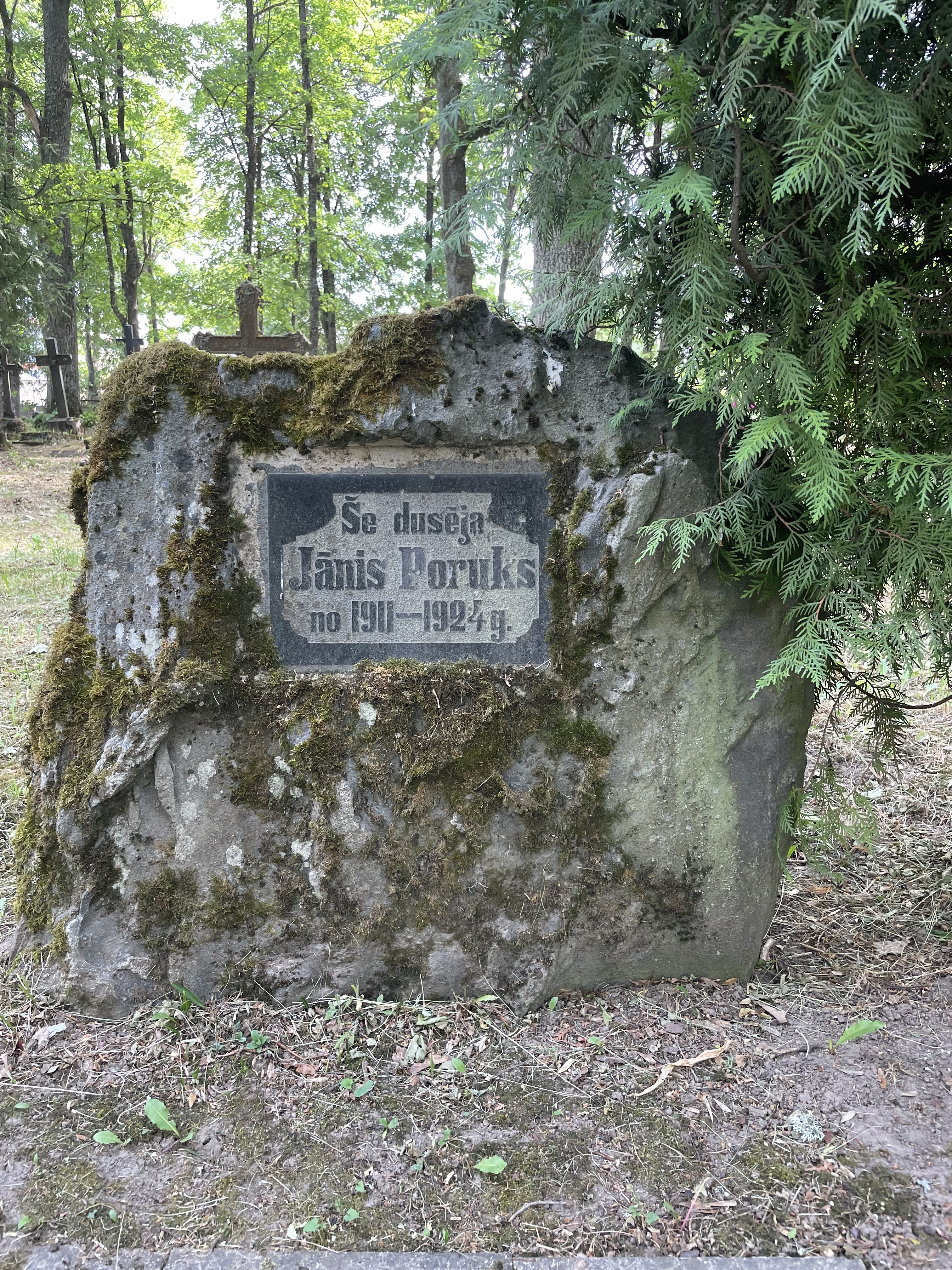